# Montreux (bateau à vapeur)
Pour les articles homonymes, voir Montreux (homonymie).
Le Montreux est un bateau « Belle Époque » de la Compagnie générale de navigation sur le lac Léman (CGN). C'est un bateau à vapeur et à roues à aubes, classé monument historique.

## Historique
Le Montreux est commandé en 1902 aux chantiers Sulzer Frères à Winterthour et mis en service le 12 mai 1904. Il peut accueillir 1 100 passagers. Il a pour jumeau le Général Dufour, commandé simultanément et livré en 1905.
D'après le journal La Patrie Suisse à l'époque, le bateau « est décoré avec beaucoup de goût selon les préceptes de l’art nouveau. La fleur choisie comme emblème est naturellement le narcisse. Les boiseries sont en acajou et les panneaux fleuris sont l’œuvre de Joseph Mittey, professeur à l’École des arts industriels de Genève. Les autres boiseries et les vitraux ont été travaillés à Lausanne ».
Pendant la seconde guerre mondiale, le Montreux est arrêté en raison de sa forte consommation de charbon, alors en pénurie.
En 1957, les chaudières à vapeur sont en fin de vie, le permis de navigation est retiré en 1958. En perspective du trafic supplémentaire généré par l'Exposition nationale suisse de 1964, le Montreux est rénové en 1962, un moteur diesel avec transmission électrique sur les roues à aubes remplace le moteur à vapeur initial. Les aménagements intérieurs sont aussi modifiés : « On remplace le salon de style Louis XIV aux boiseries grises et or peintes par le professeur Mithey de Genève par un sobre habillage en simple bois. Le même sort est réservé au mobilier et aux autres aménagements ». Un seul panneau des boiseries initiales a été retrouvé lors des restaurations de 1999-2001, et est exposé à bord.
Le moteur diesel est en fin de vie en 1998. Le Montreux est entièrement restauré entre 1999 et 2001 et retrouve une nouvelle machine à vapeur fourni par la compagnie Dampfmaschinen- und Lokomotivfabrik DLM AG de Winterthour. C'est la première propulsion à vapeur réalisée en Suisse depuis 1929 sur un bateau. Elle a été faite selon la machine d’origine de l’Helvétie. Une nouvelle chaudière à mazout est installée pour le chauffage, automatisée.
Depuis la mise à l'eau en décembre 2000, le capitaine commande la machine à vapeur depuis la passerelle. Le Montreux hérite pendant cette rénovation des boiseries Louis Philippe du salon du bateau le Valais. Ces travaux ont été estimés à 10 millions de francs environ, dont près de 3,5 millions pour la machine à vapeur.
Au printemps 2004, il reçoit le sifflet du Major Davel (1892-1967).
En 2011, il est classé monument historique par le canton de Vaud.

## Galerie

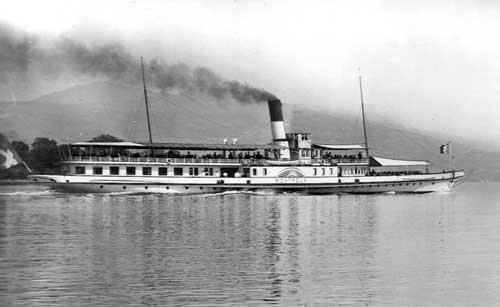
vers 1910, au charbon
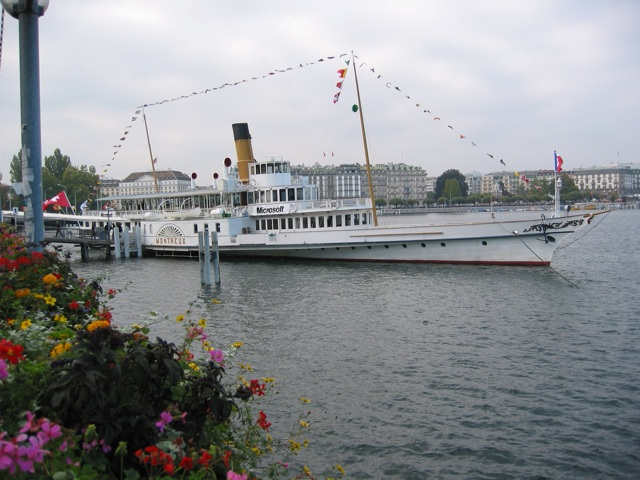
Genève, 2003
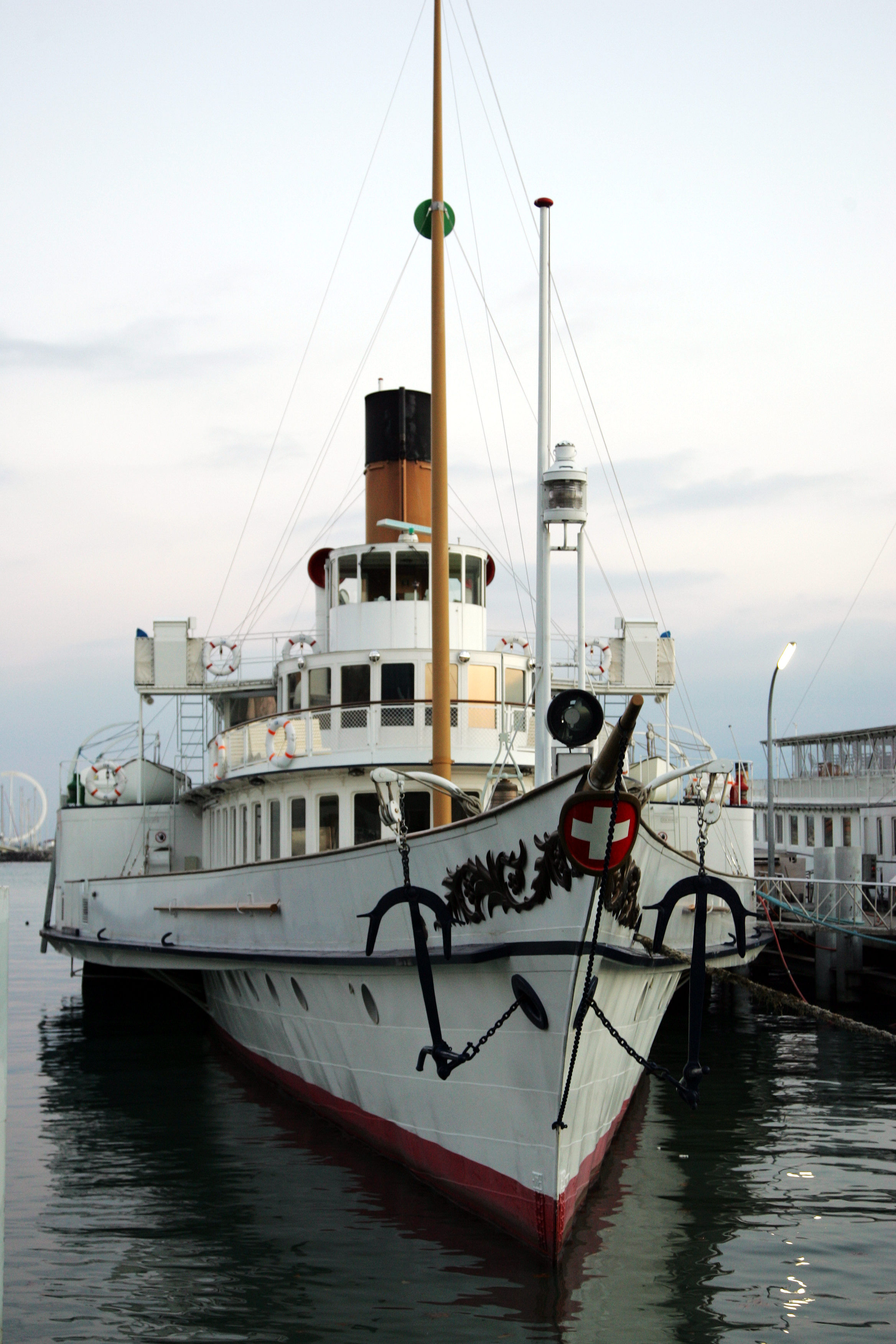
Amarré à Ouchy, 2007
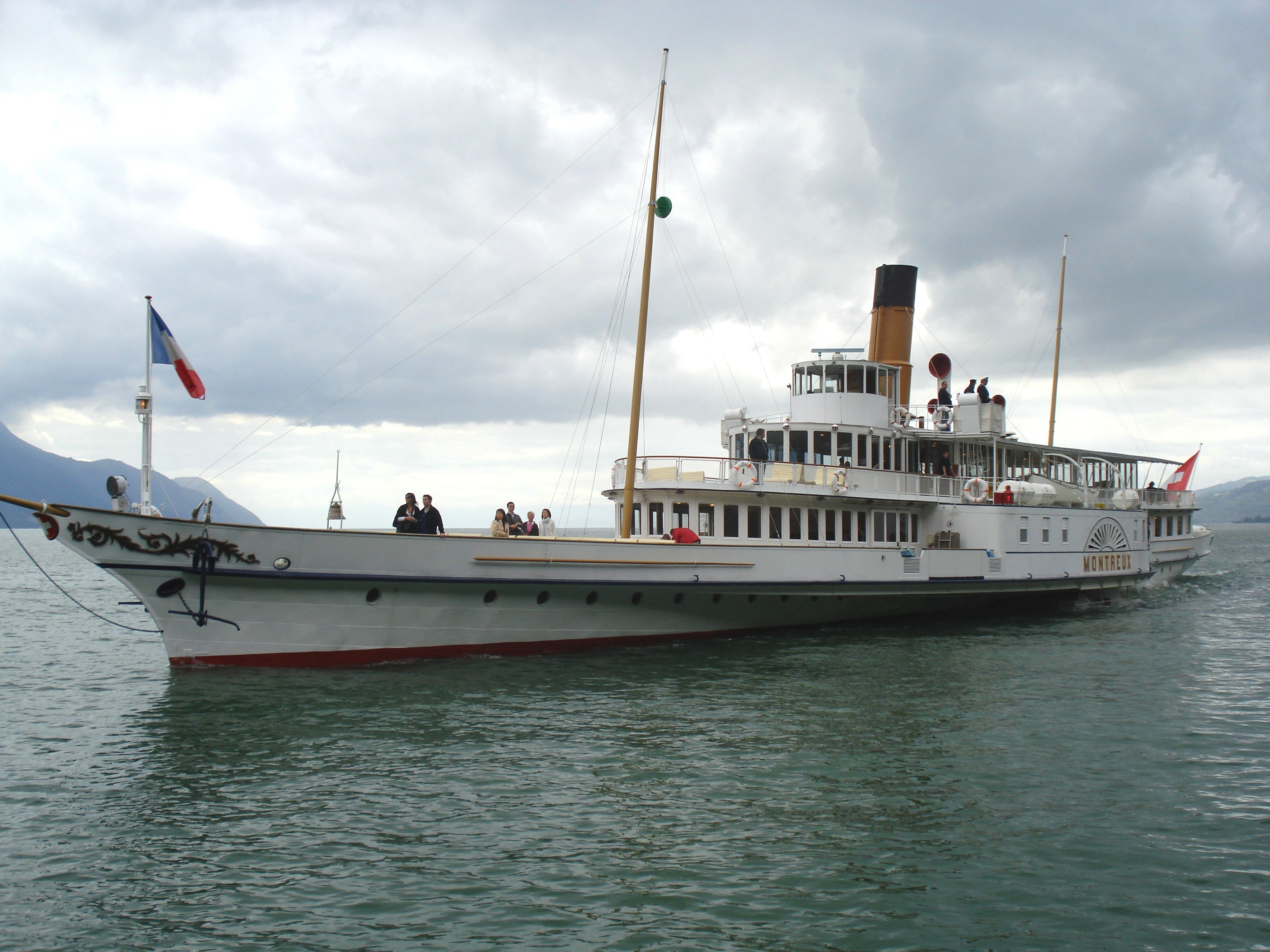
2007
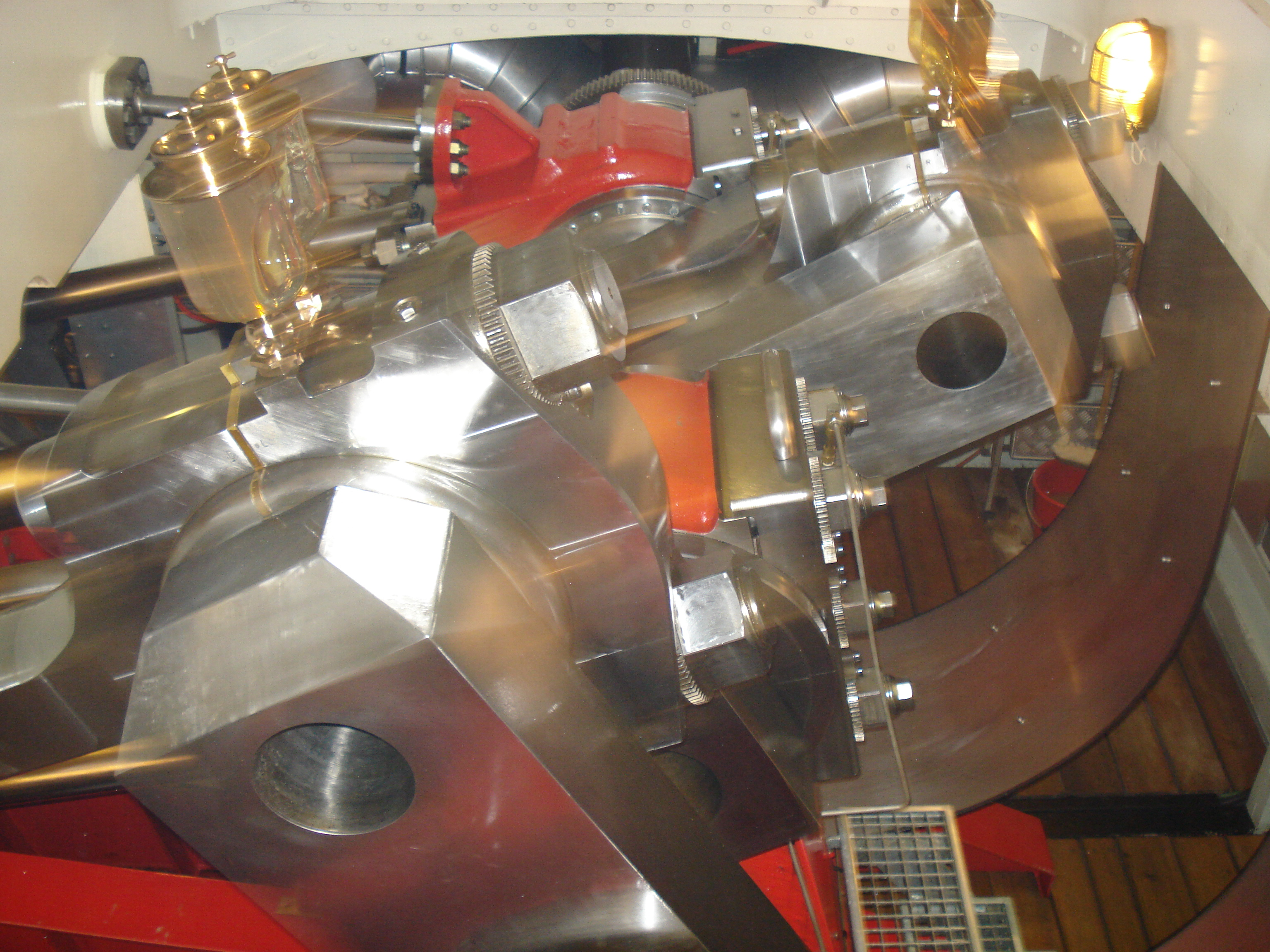
machine à vapeur, 2007
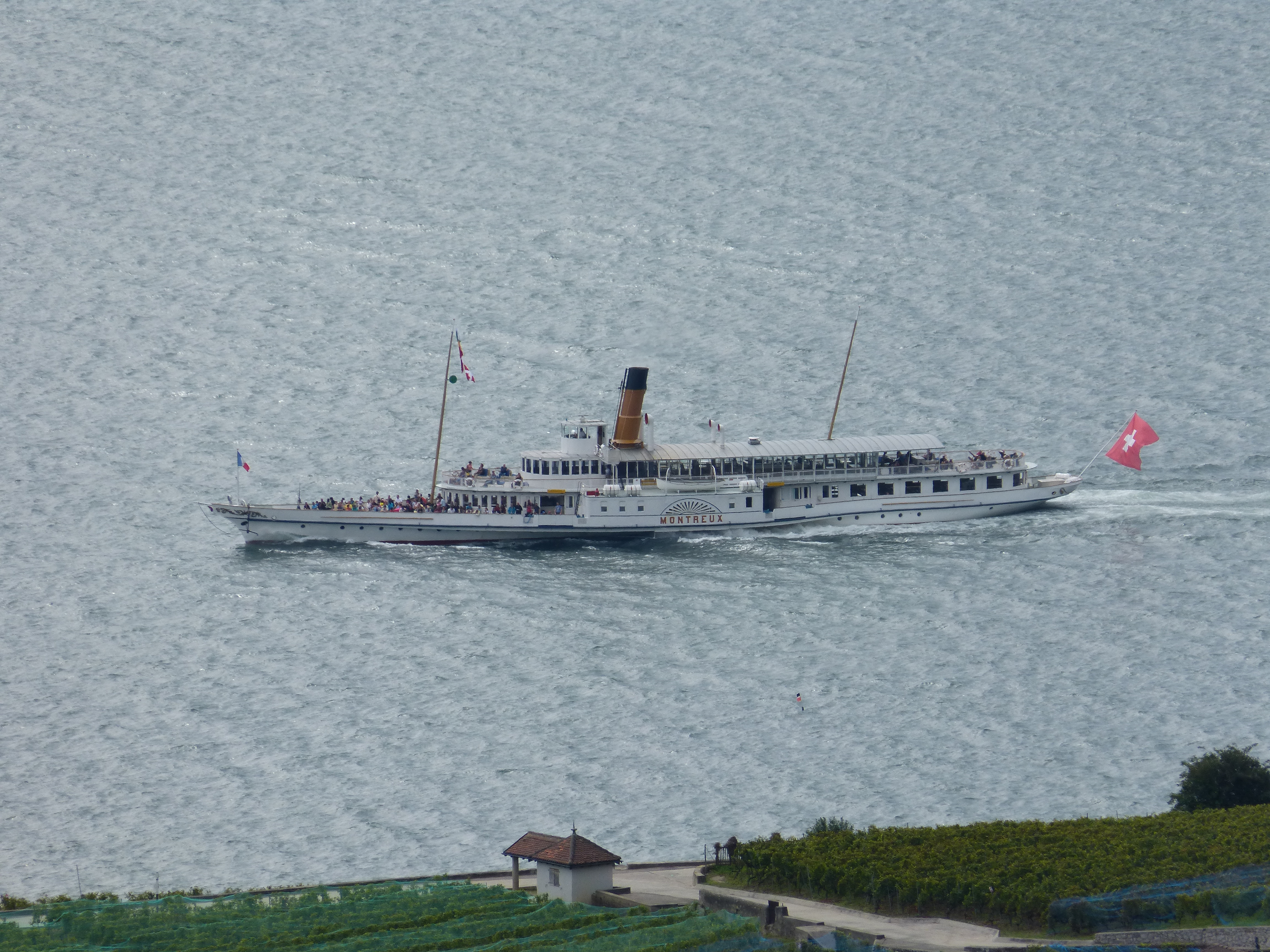
Bourg-en-Lavaux, 2014
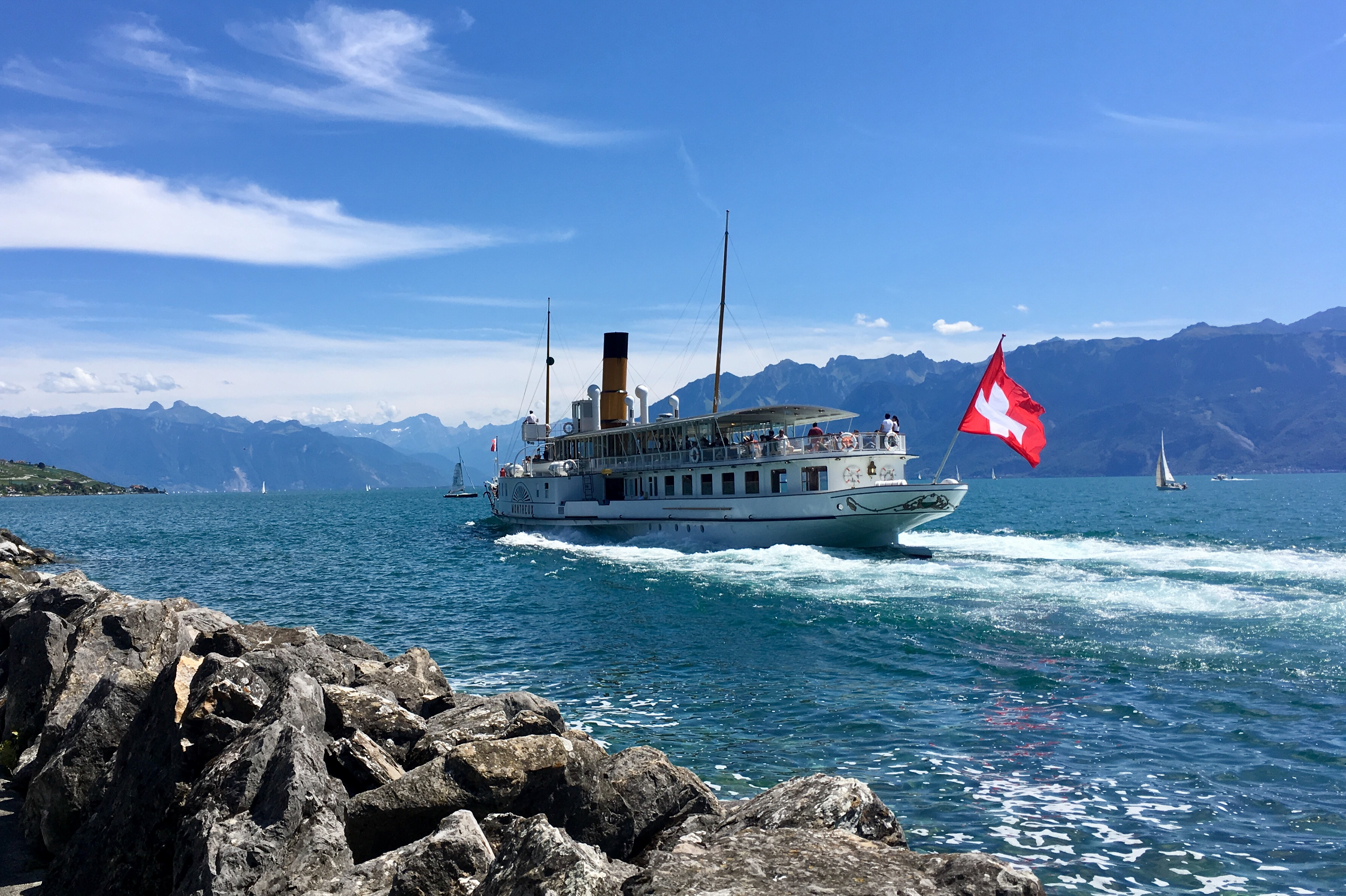
Lutry, 2018